# Piotrków Trybunalski

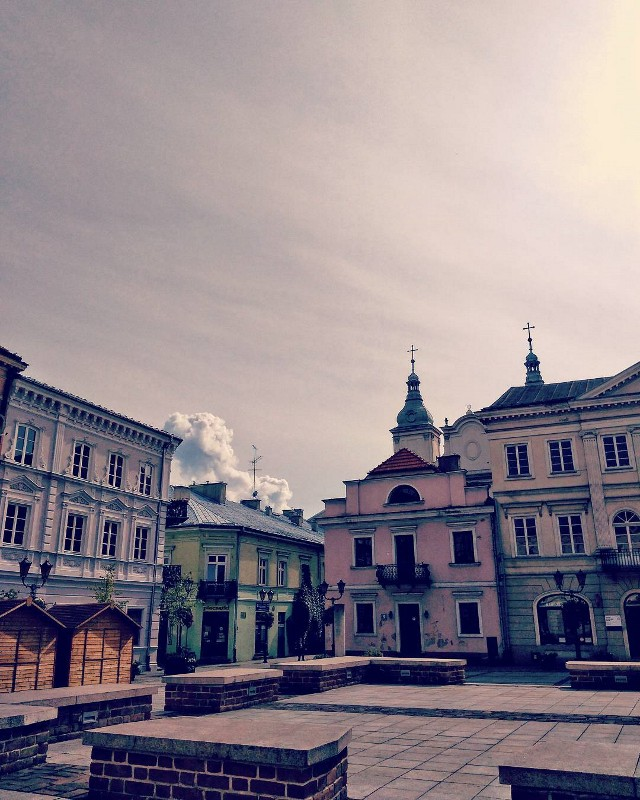
Quảng trường thị trấn ở Piotrków Trybunalski

Piotrków Trybunalski là một thành phố thuộc tỉnh Łódź, miền trung Ba Lan. Từ năm 1975-1998, thành phố nằm trong tỉnh Piotrków, kể từ năm 1999 đến nay, nó thuộc quyền quản lý của tỉnh Łódź. Thành phố có diện tích 67,27 km². Tính đến ngày 31 tháng 12 năm 2018, dân số của thành phố là 73.670 người với mật độ 1.095 người/km².
Thành phố có hai con sông chảy qua là sông Wolbórka và sông Luciąża, với các nhánh của chúng chảy vào sông Pilica, thuộc lưu vực sông Vistula. Lưu vực của hai con sông lớn nhất Ba Lan là Vistula và Oder (Odra), chạy dọc theo đường kinh tuyến cách Piotrków khoảng 3 km về phía tây. Đồng thời, thành phố cũng có hai con sông nữa chảy qua đó là Strawa và Strawka. Gần đây, hai con sông khác là Wierzejka (ở phía tây của thành phố) và Śrutowy Dołek (ở phía nam của Piotrków) cũng được đưa vào trong ranh giới của thành phố.

## Khí hậu
Thành phố Piotrków Trybunalski nằm ở độ cao 200 m so với mực nước biển. Nhiệt độ trung bình trong năm khoảng 8 °C, tháng lạnh nhất là tháng 1 (từ −20 °C đến 2,5 °C) và tháng ấm nhất là tháng 7 (trung bình 18 °C). Lượng mưa hàng năm từ 550 – 600 mm.

## Giao thông

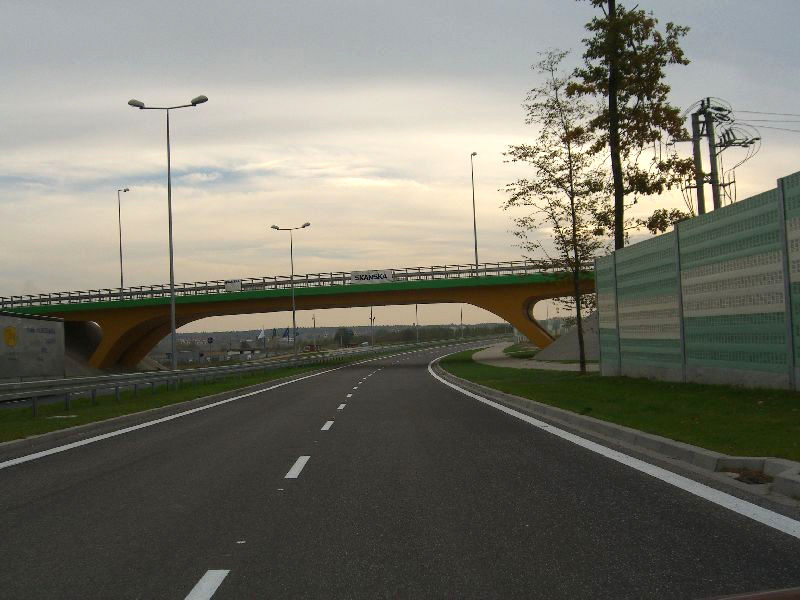
Đường tránh phía đông của thành phố

Thành phố Piotrków Trybunalski có một nhà ga xe lửa trên tuyến từ Warsaw đến Częstochowa. Ngoài ra, còn có các tuyến đường sắt đến Cracow, Zakopane, Katowice, Bielsko-Biała, Wrocław, Łódź, Poznań, Szczecin, Świnoujście, Gdynia, Olsztyn và Białystok.

### Đường
Thành phố còn có một đường cao tốc và hai đường quốc lộ đi qua Piotrków:
- Đường cao tốc S8: từ Kudowa-Zdrój đi Budzisko, đây là một phần của tuyến đường Châu Âu E67
- Đường Quốc lộ DK 1: từ Gdańsk đi Cieszyn, đây là một phần của tuyến đường Châu Âu E75
- Đường Quốc lộ DK 12: từ Łęknica đi Dorohusk

### Sân bay
Có một sân bay nhỏ cho máy bay chở khách hạng nhẹ ở Piotrków. Sân bay gần nhất là sân bay Łódź Władysław Reymont ở Łódź. Hai sân bay quốc tế lớn là Sân bay Warsaw Frédéric Chopin cách Piotrków khoảng 133 km và Sân bay quốc tế Katowice cách Piotrków khoảng 137 km.

## Giáo dục
- Trường Cao đẳng Handlowa ở Piotrków Trybunalski
- Trường Cao đẳng Kupiecka ở Łódź, chi nhánh tại Piotrków
- Đại học Jan Kochanowski ở Kielce, chi nhánh tại Piotrków
- Trường trung học Bolesław I the Brave ở Piotrków Trybunalski

## Chính trị

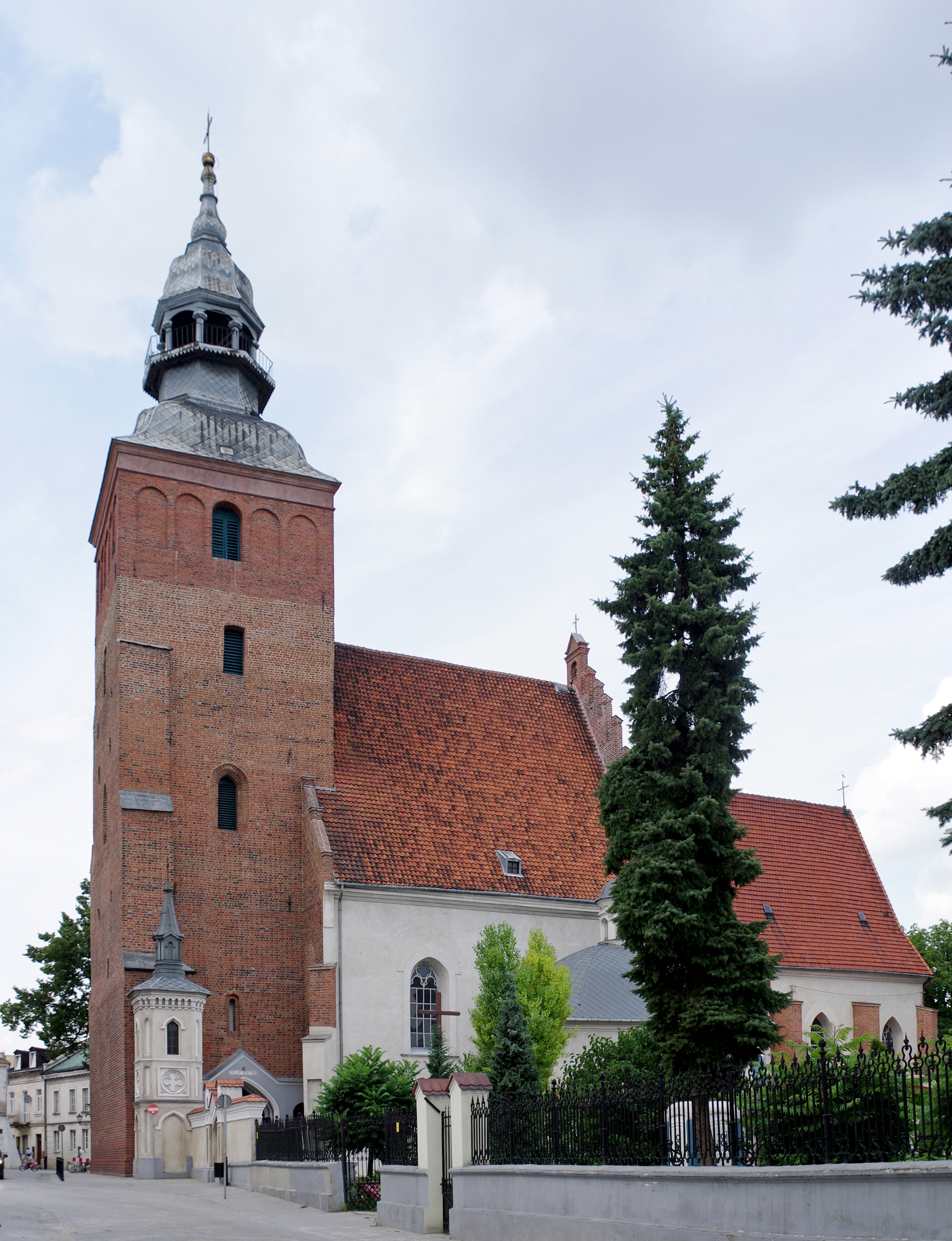
Nhà thờ thánh James

### Piotrków Trybunalski / khu vực bầu cử của Skierniewice
Các thành viên của Nghị viện (Sejm) được bầu bởi cử tri Piotrków / Skierniewice
- Antoni Macierewicz
- Dariusz Seliga
- Marcin Witko
- Robert Telus
- Elżbieta Radziszewska
- Dorota Rutkowska
- Marek Domaracki, TR
- Jacek Nibliecky, NPD
- Kirtyna Ozga, PSL
- Artur Ostrowski, SLD

## Thể thao
- Piotrcovia Piotrków Trybunalski - đội bóng ném nam và nữ đang chơi trong Giải bóng ném nữ Ekstraklasa Ba Lan và Giải bóng ném nam Ekstraklasa Ba Lan
- Concordia Piotrków Trybunalski - đội bóng đá nam đang chơi ở giải hạng ba của Ba Lan, từng giành vị trí thứ ba trong mùa giải 2006/2007.

## Những nhân vật nổi tiếng xuất thân từ thành phố

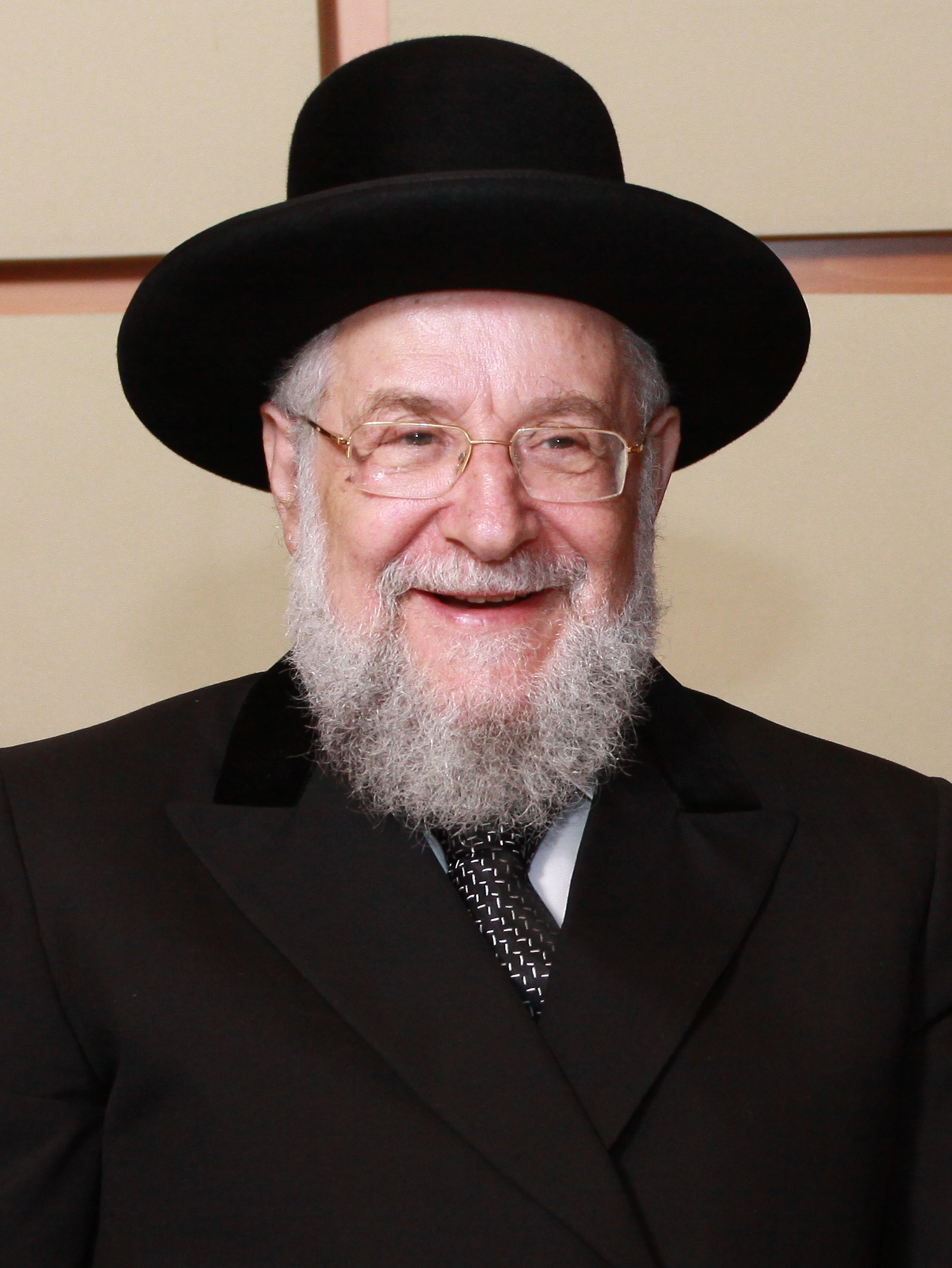
Yisrael Meir Lau

- Ernestine Rose (1810-1892), nhà văn và nhà hoạt động nhân quyền
- Eimzor Chaim Wax (1822-1887), giáo sĩ nổi tiếng
- Władysław Biegański (1857-1917), bác sĩ y khoa, nhà triết học và nhà hoạt động xã hội
- Thaddeus Wronski (1887-1965), ca sĩ opera
- Adam Muszka (1914-2005), họa sĩ và nhà điêu khắc
- Moshe Bromberg (1920-1982), họa sĩ người Ba Lan gốc Do Thái
- Alice Miller (1923-2010), nhà tâm lý học
- Maciej Ganczar (sinh năm 1976), học giả văn học
- Wojciech Szala (sinh năm 1976), cầu thủ bóng đá
- Michał Bąkiewicz (sinh năm 1981), vận động viên bóng chuyền
- Michał Jonchot (sinh năm 1992), cầu thủ bóng đá
- Danuta Mucha, nhà văn

## Thư viện ảnh

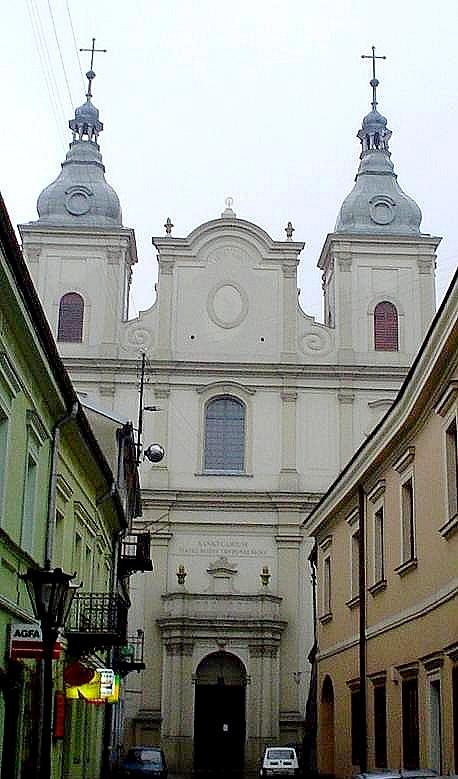
Nhà thờ ở Piotrków Trybunalski
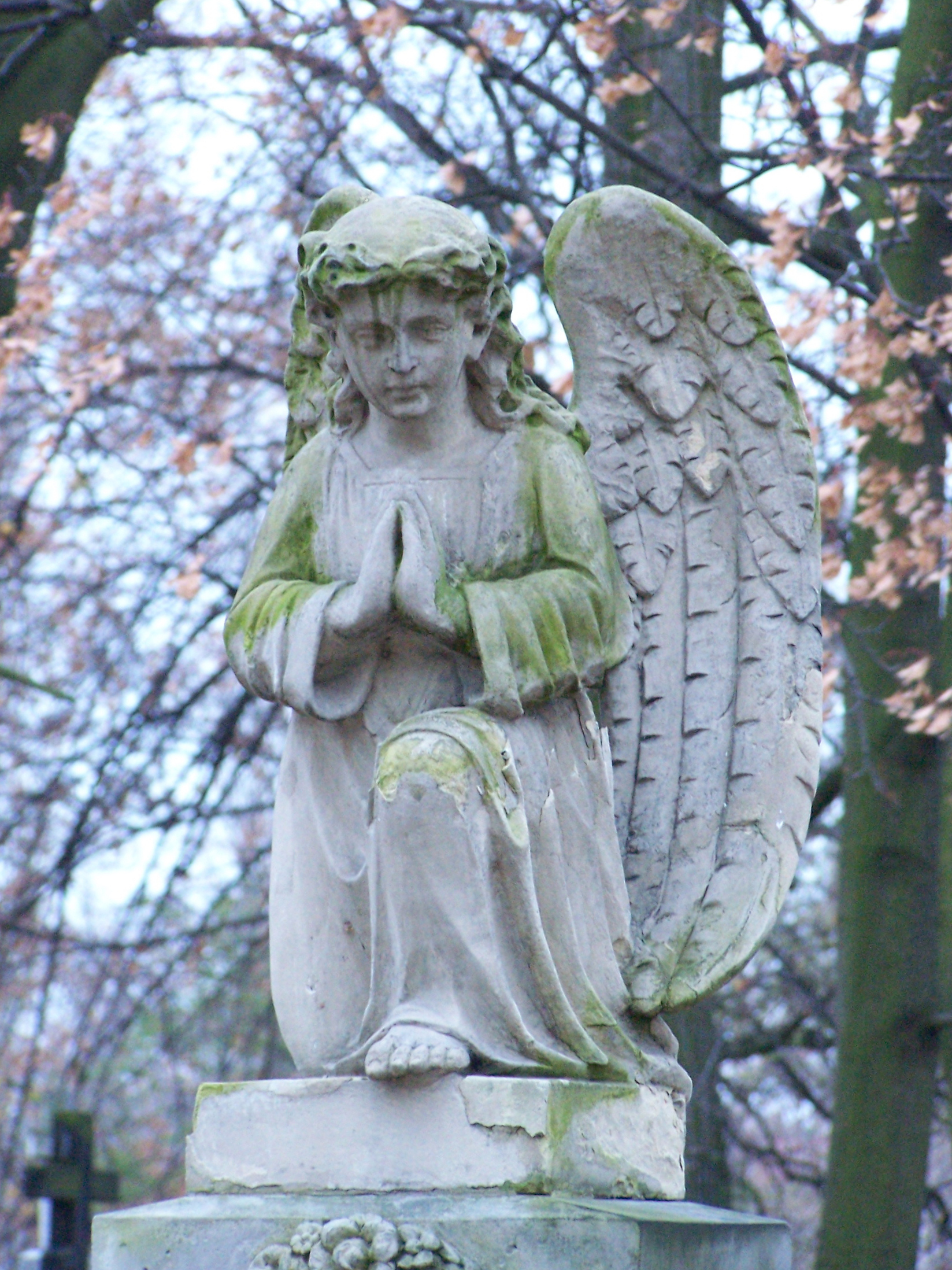
Thiên thần trong một nghĩa địa ở Piotrków
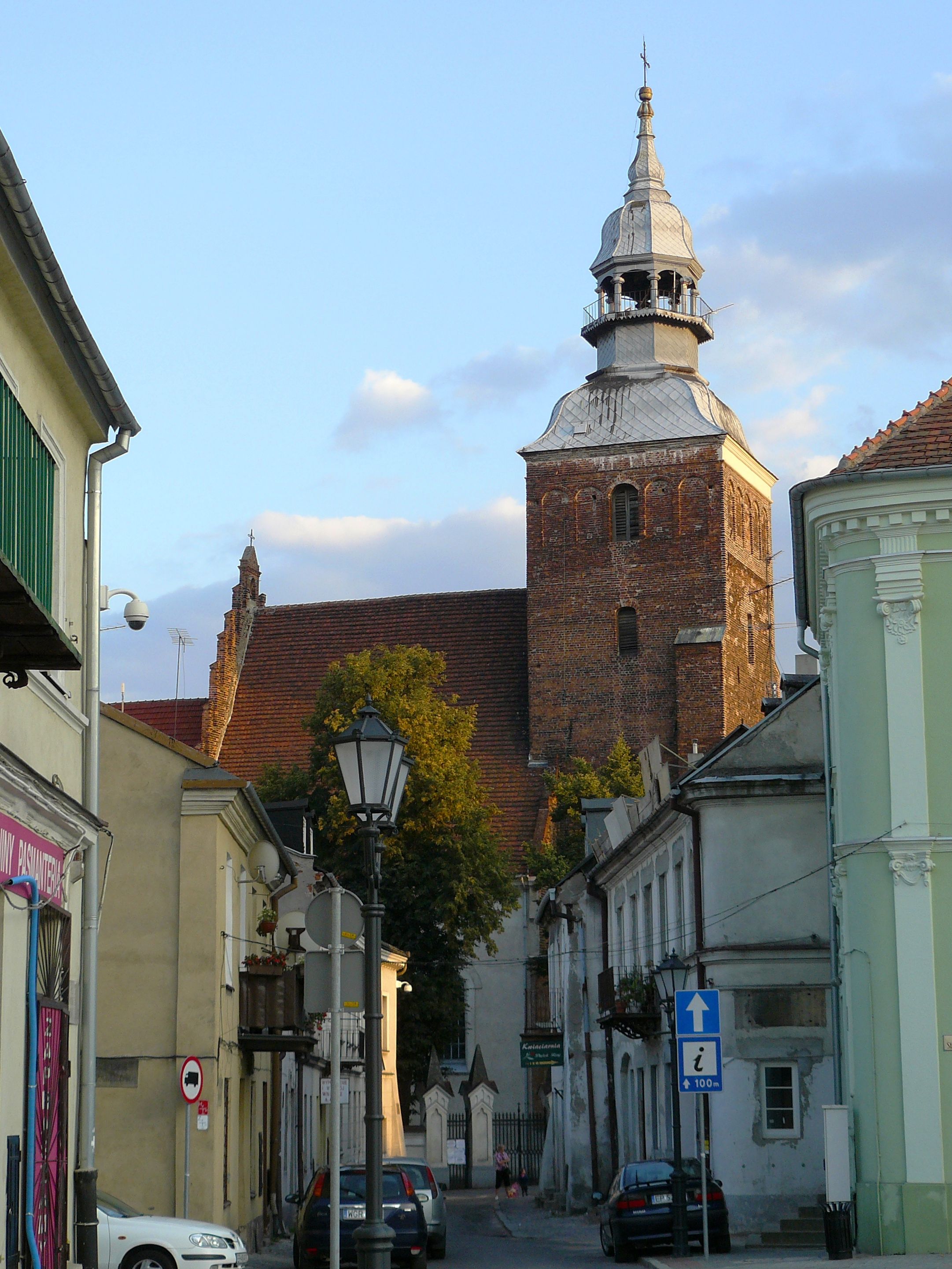
Nhà thờ giáo xứ ở Piotrków nhìn từ Quảng trường Stefan Czarniecki
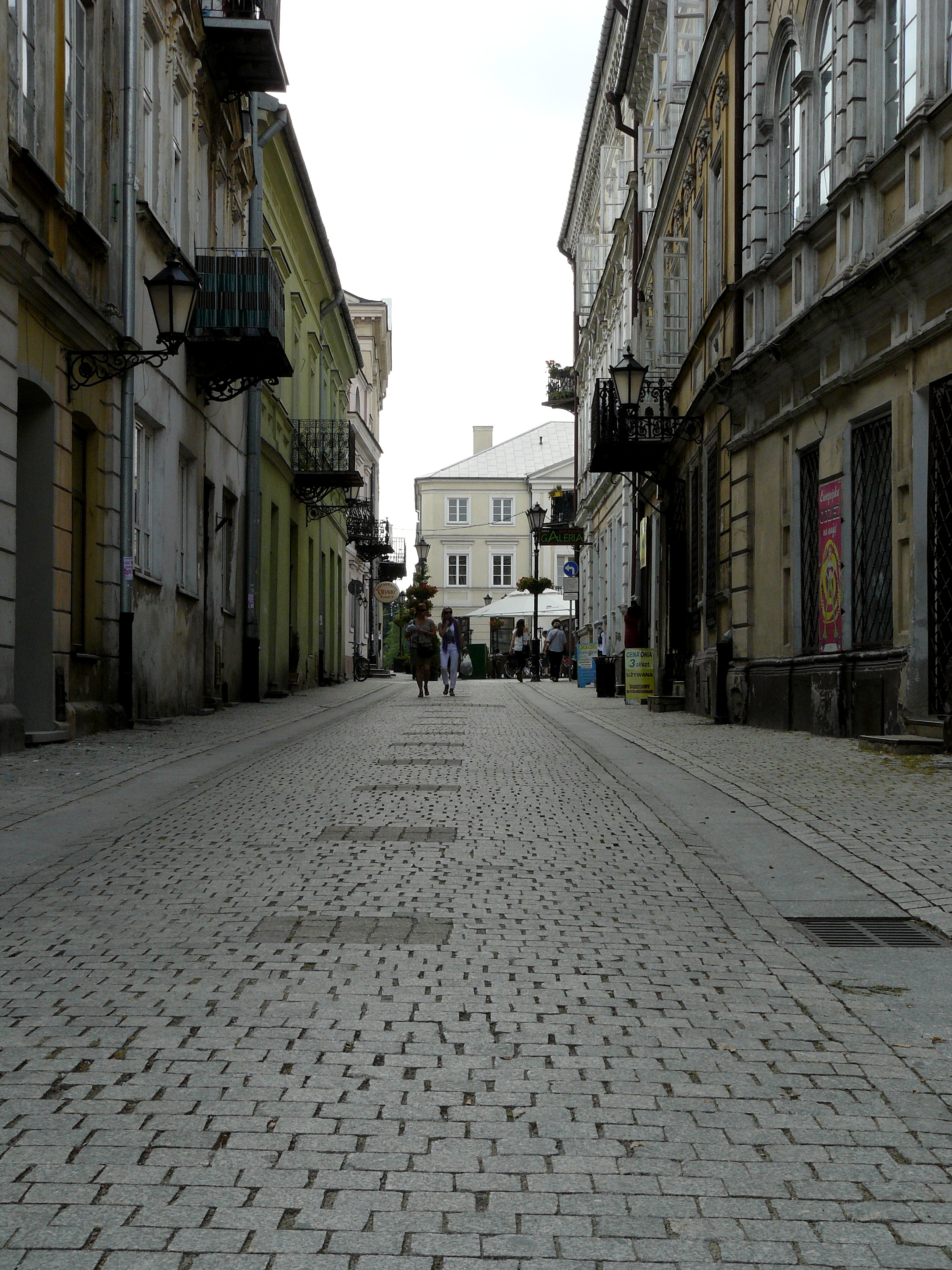
Phố Grodzka gần Quảng trường Market cũ
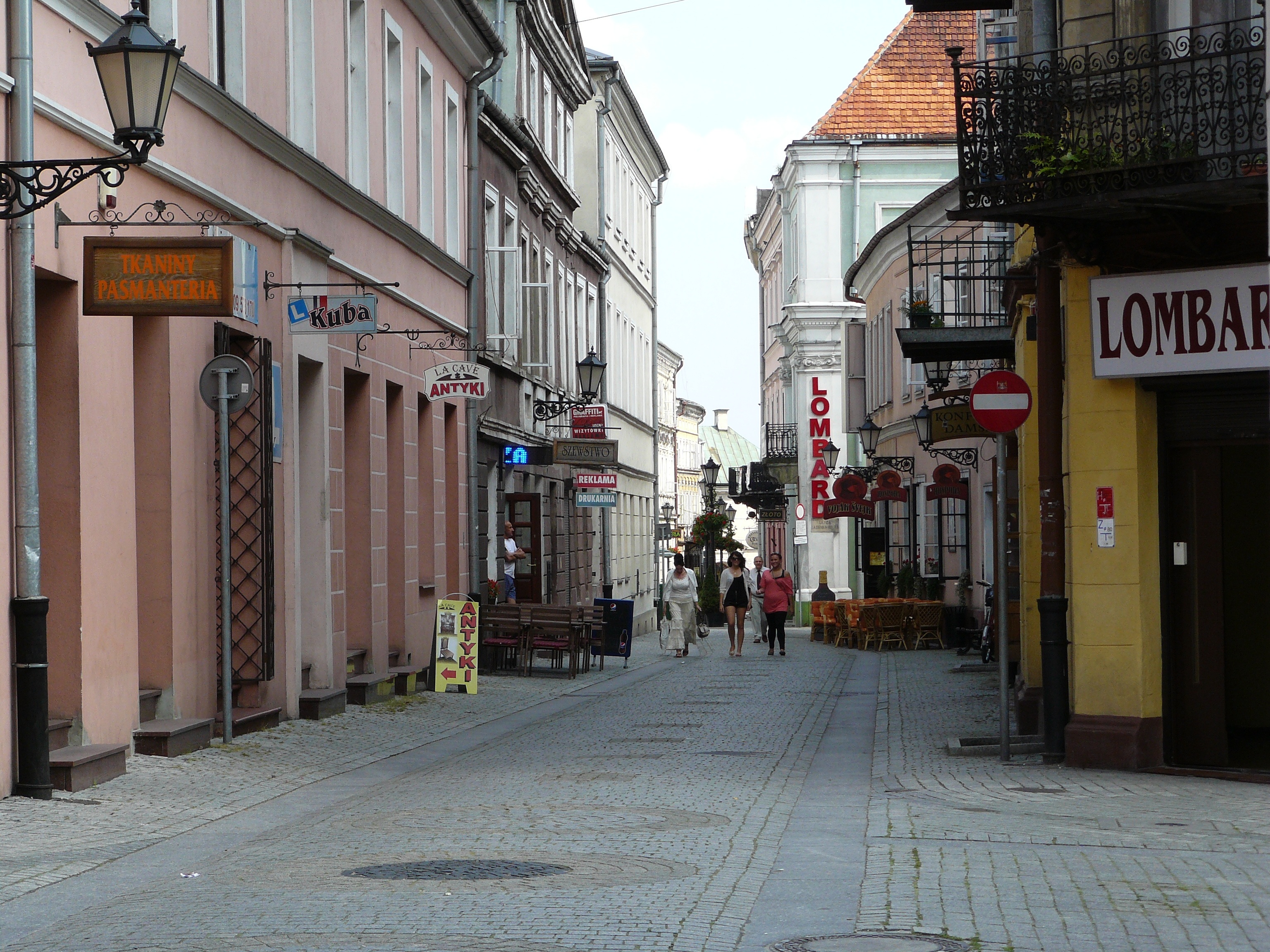
Phố Szewska trên phố cổ
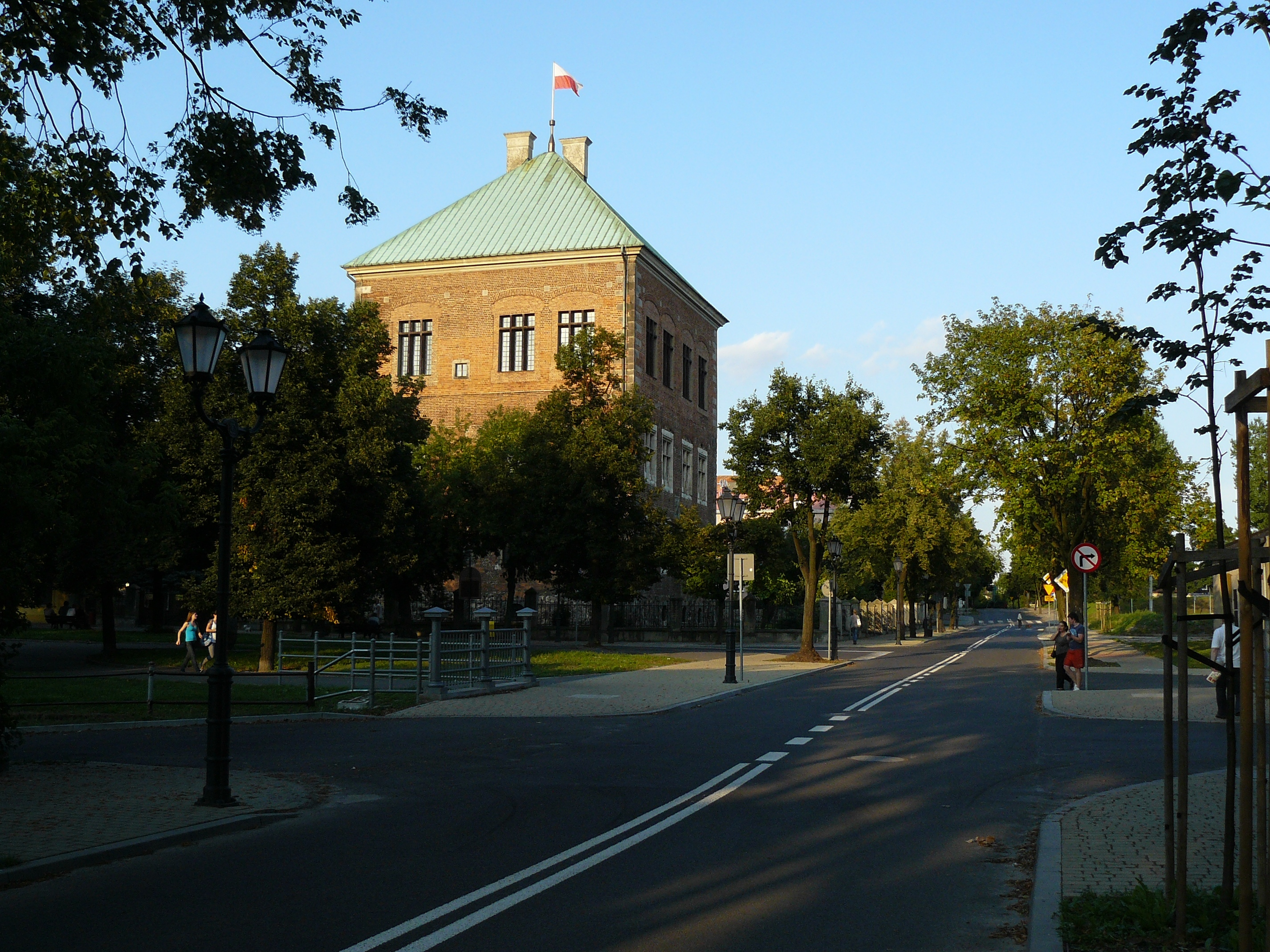
Lâu đài hoàng gia ở Piotrków
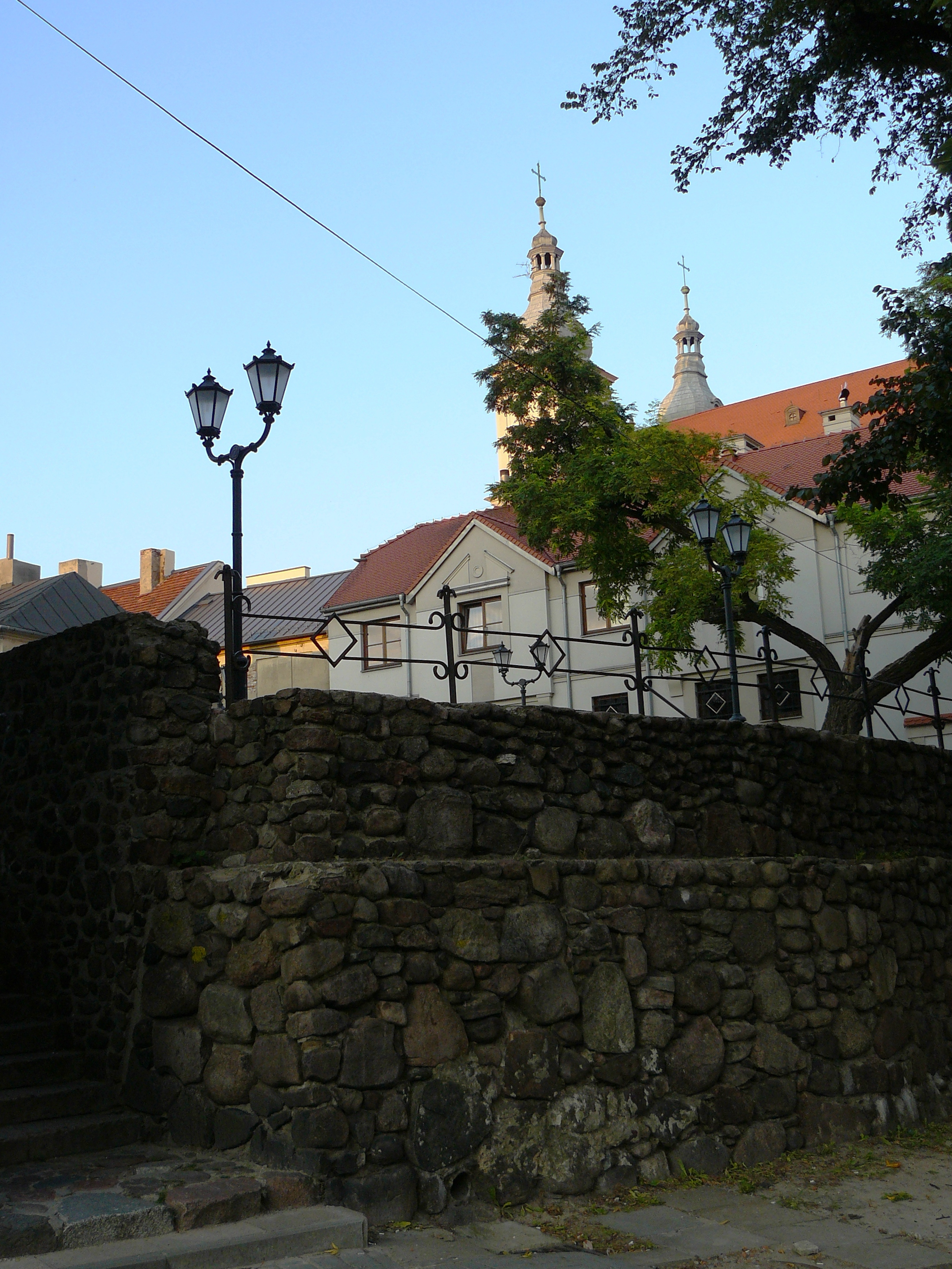
Những bức tường thành cổ còn lại
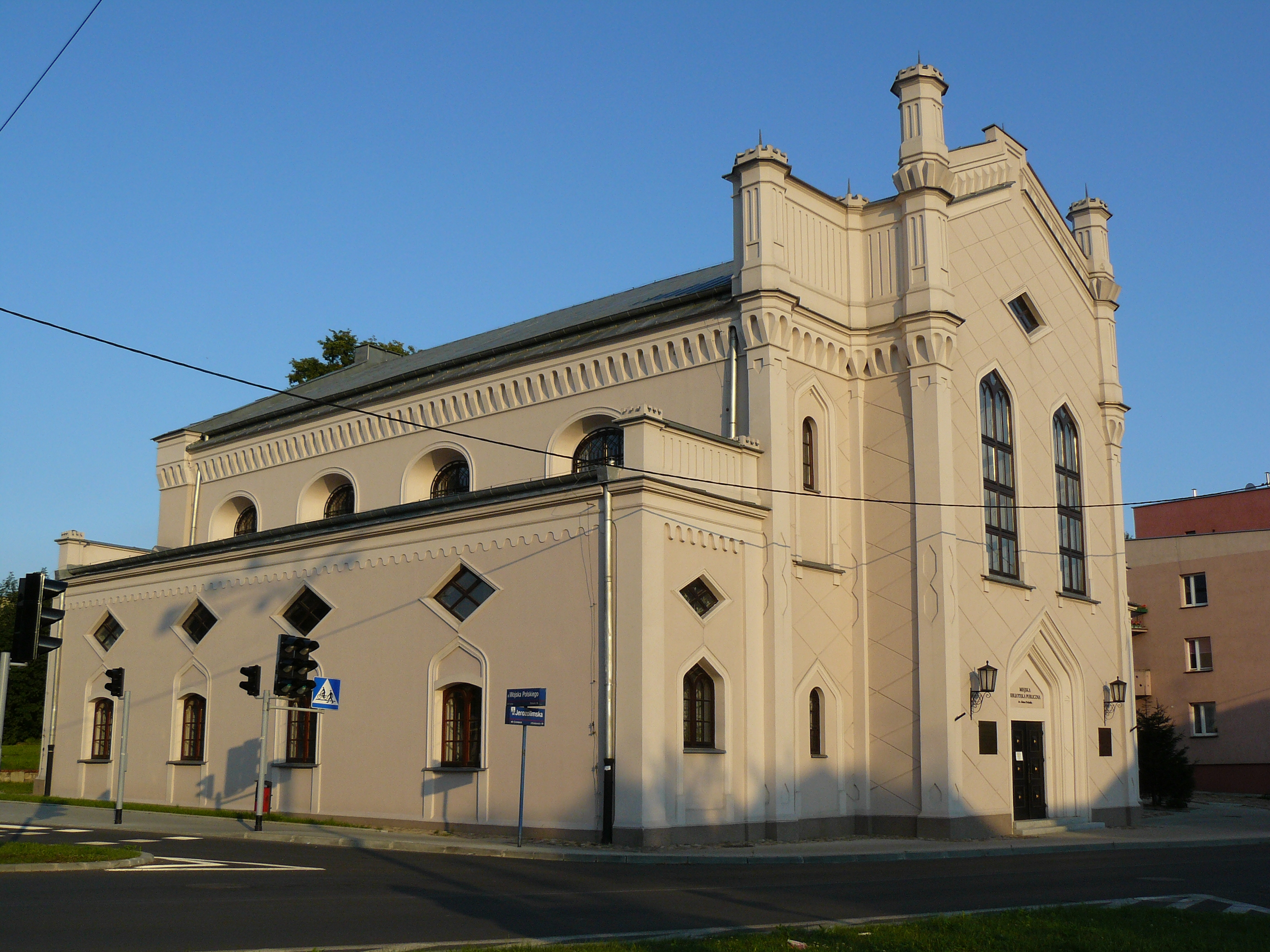
Giáo đường Do Thái cũ
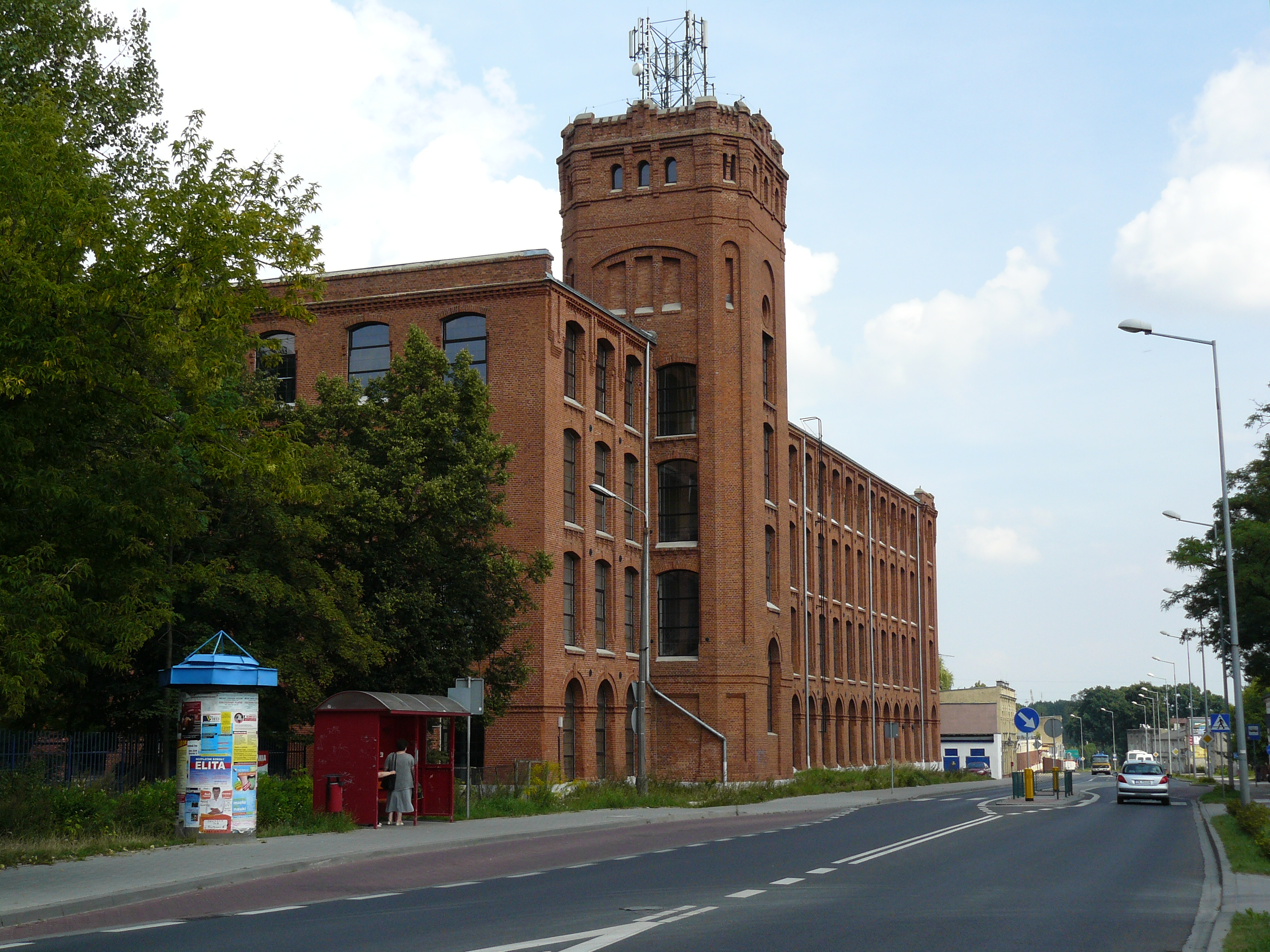
"Piotrkowska Manufaktura" trước đây
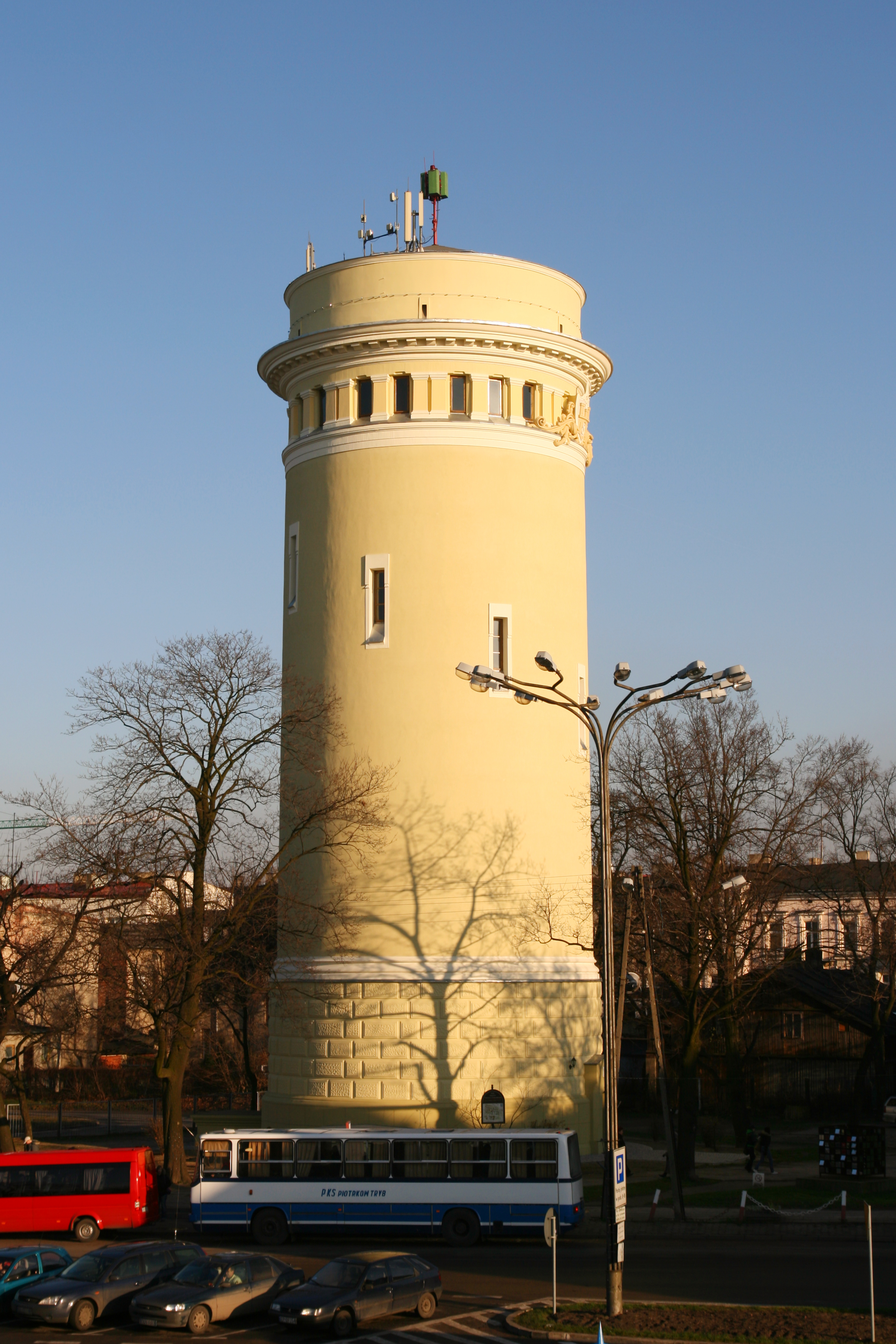
Tháp nước gần trạm xe lửa và xe buýt
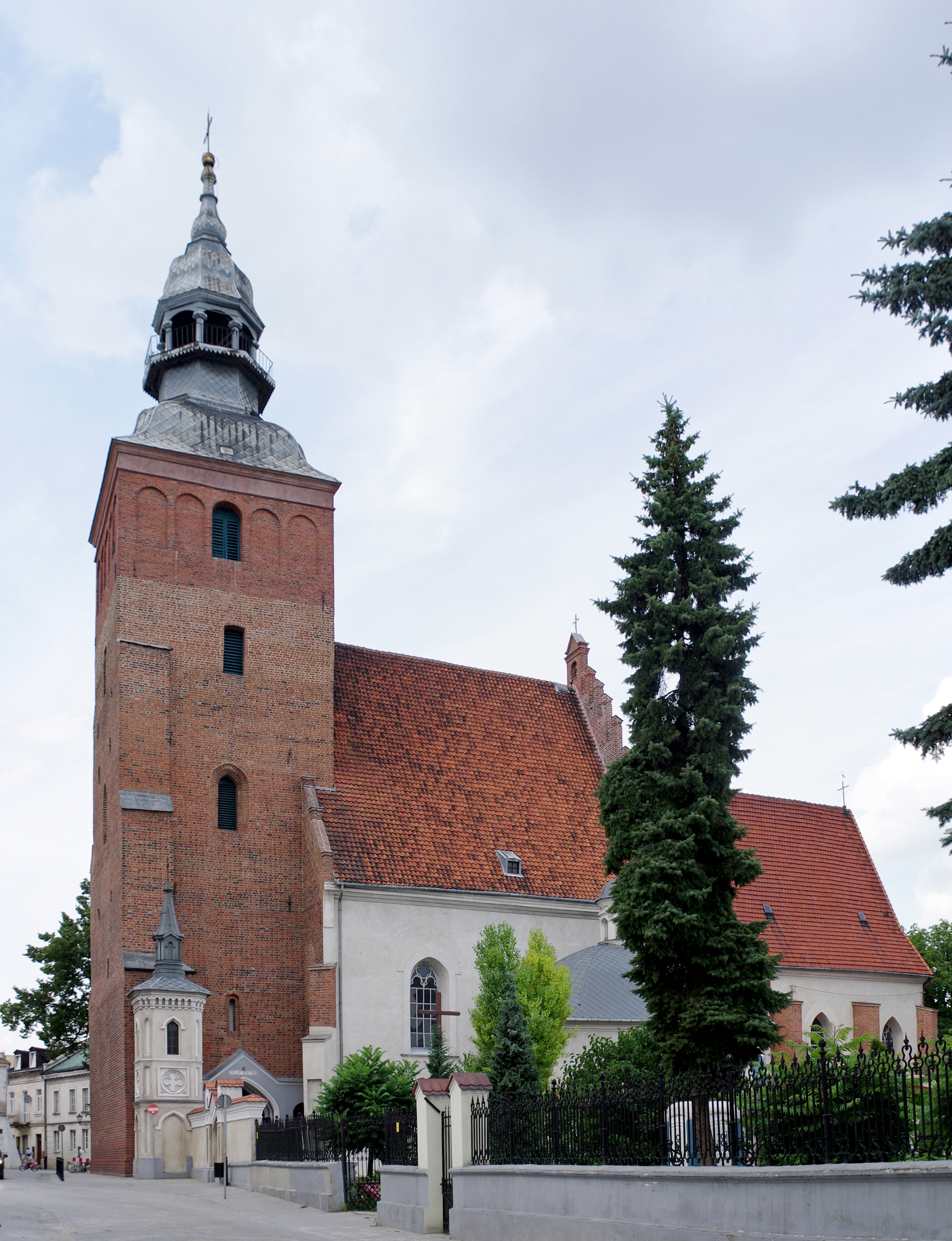
Nhà thờ Giáo xứ Thánh James
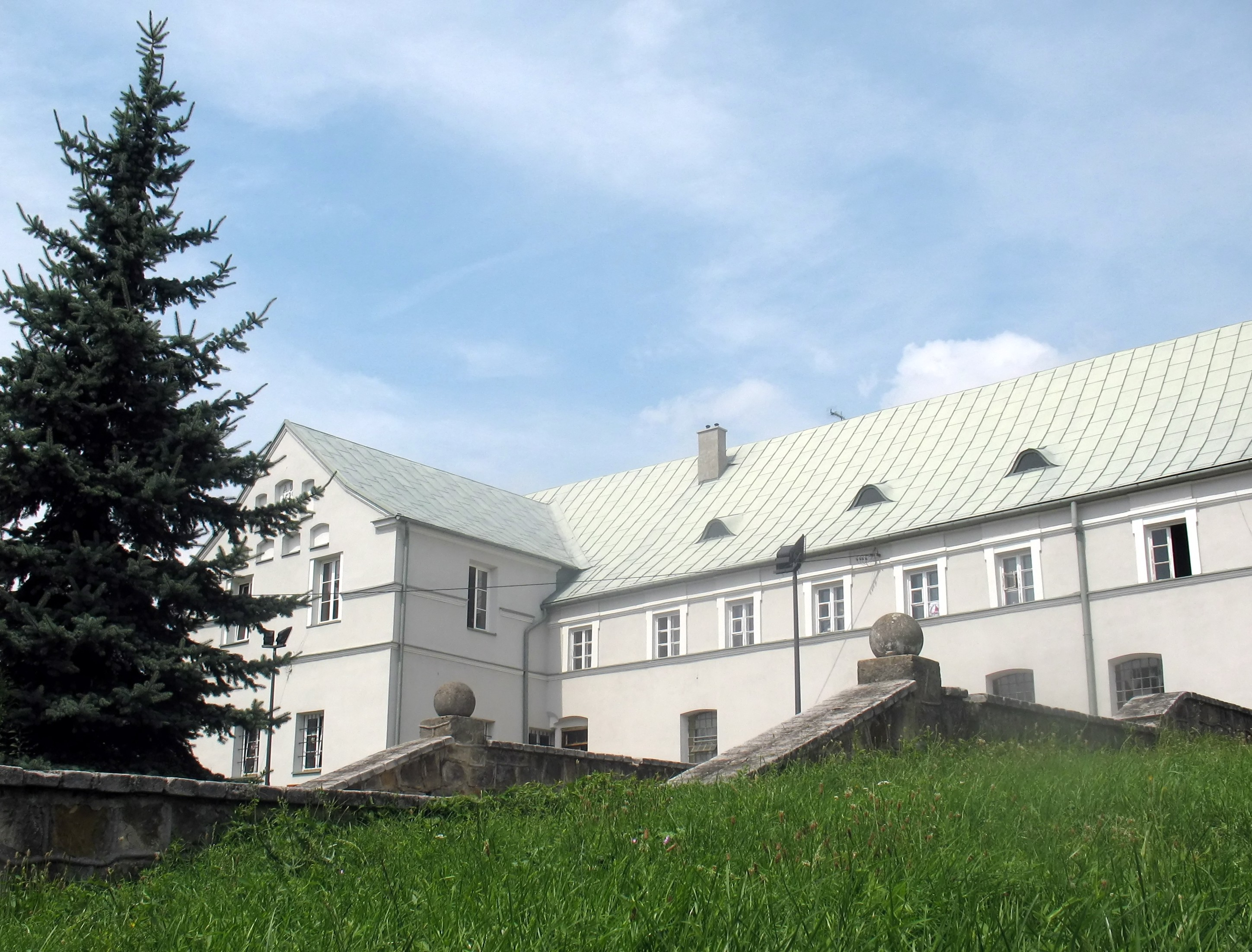
Tu viện Bernardine